# Louis Malet de Graville

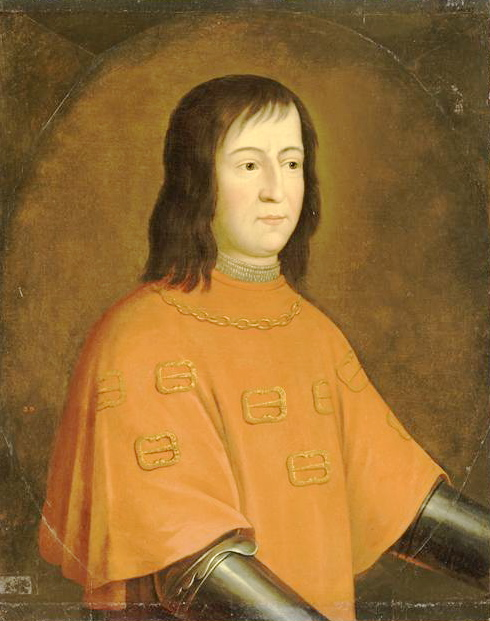
Louis Malet de Graville

Louis Malet de Graville (ca. 1440 - 30 oktober 1516) was een Frans admiraal en een vertrouweling van koning Karel VIII van Frankrijk.

## Levensloop
Hij was een zoon van Jean VI Malet de Graville. De familie Malet de Graville was afkomstig uit Normandië en was al sinds de veertiende eeuw in dienst van de Franse kroon. Hij huwde met Marie de Balsac. 
Louis Malet de Graville trad in dienst van koning Lodewijk XI. Na de dood van de koning was hij een belangrijk raadgever van de regenten van de minderjarige Karel VIII, Anna van Beaujeu en haar echtgenoot Peter II van Bourbon. Als dank voor zijn steun kreeg hij in 1487 de rang van admiraal. Hij stond de jonge Karel VIII met raad en daad bij tijdens de Dwaze Oorlog en het bedwingen van de opstand in Bretagne. Hij was een tegenstander van de Italiaanse Oorlog (1494-1498) die de koning door zijn jongere raadgevers werd aangepraat. Hij vergezelde de koning dan ook niet naar Italië, maar kreeg het bestuur over Picardië en Normandië toevertrouwd. De dood van de koning na de veldtocht betekende het einde van de macht van Malet de Graville. Hij stond immers op slechte voet met de nieuwe koning Lodewijk XII. Hij werd verwijderd uit de koninklijke raad. Hij behield wel enige invloed aan het hof door zijn verwantschap met kardinaal en eerste minister Georges d'Amboise. Zijn dochter Jeanne was immers gehuwd met Charles II d'Amboise, de neef van de kardinaal. Nadat Pierre de Rohan-Gié in 1504 in ongenade was gevallen aan het hof, kreeg Malet de Graville de koninklijke financiën toevertrouwd.
Hij werd begraven in het franciscanenklooster van Malesherbes, dat hij in 1494 had gesticht. Hij verkreeg het voorrecht om in het franciscaner habijt te worden begraven. Zijn ingewanden werden begraven in Marcoussis naast zijn echtgenote, en zijn hart werd begraven in de abdij van Graville bij zijn voorouders.

## Bezittingen en mecenaat
Malet de Graville had verschillende bezittingen in Normandië. Le Havre werd kort na zijn dood gesticht koning Frans I op gronden uit het bezit van de familie Malet de Graville. Via zijn verwant Jean de Montaigu (ca. 1363-1409) was de familie ook in het bezit gekomen van een stadpaleis in Parijs en het kasteel van Marcoussis. Hij liet dat kasteel, dat zijn voornaamste residentie was, verbouwen. Tijdens zijn tijd aan het hof vergaarde Malet de Graville ook veel bezittingen. In 1513 verpandde Lodewijk XII uit geldnood het kasteel van Dourdan aan Malet de Graville. Na de dood van de admiraal kwam het kasteel terug in koninklijk bezit.
Louis Malet de Graville was een bibliofiel die verluchte manuscripten verzamelde. Hij begiftigde de abdij van Graville, die dienst deed als necropolis van de familie Malet de Graville. In zijn testament voorzag hij legaten aan talrijke religieuze instellingen doorheen Frankrijk.